# Incontro ravvicinato
Un incontro ravvicinato (abbr. CE dall'inglese Close Encounter) in ufologia è un evento nel quale una persona testimonia di essere venuta in contatto con un oggetto volante non identificato (UFO) e con esseri viventi ad esso collegati. La terminologia e il sistema di classificazione degli avvistamenti di UFO furono inaugurati dall'astrofisico e ricercatore ufologico J. Allen Hynek, che li suggerì per la prima volta nel suo libro del 1972 The UFO Experience: A Scientific Inquiry. Hynek introdusse i primi tre tipi di incontro; in seguito furono aggiunti altri due ulteriori sottotipi di incontri ravvicinati, ma queste categorie aggiuntive non sono universalmente accettate dai ricercatori sugli UFO.
Gli avvistamenti ad oltre 150 metri (500 piedi) di distanza dal testimone sono classificati come "dischi alla luce del giorno" ("Daylight Discs"), "luci notturne" o "resoconti radar/visivi". Gli avvistamenti entro i 150 metri (500 piedi) all'incirca sono sotto-classificati sotto vari tipi di "incontro ravvicinato". Hynek e altri hanno sostenuto che per essere tale un incontro ravvicinato deve avvenire entro circa 150 metri (500 piedi), per ridurre notevolmente o eliminare la possibilità di identificare erroneamente degli aeromobili convenzionali o altri fenomeni noti.
La classificazione di Hynek divenne popolare grazie al film Incontri ravvicinati del terzo tipo (1977).

## CE1: Incontro ravvicinato del I tipo
Avvistamento di uno o più oggetti volanti non identificati:
- Dischi volanti diurni
- Luci vaganti notturne
- Oggetti aerei che non siano attribuibili alla tecnologia umana

## CE2: Incontro ravvicinato del II tipo
Una osservazione di un UFO e fenomeni fisici provenienti dall'UFO, che comprendono:
- cerchi nel grano (Crop Circles)
- calore o radiazione
- Danneggiamento del terreno
- Paralisi umana
- Animali spaventati
- Interferenza con motori o ricezione radio-televisiva.
- "Perdita temporale" (Lost Time): una falla nella memoria di una persona associata ad un incontro di UFO. Tale ipotetico fenomeno non è compreso nello schema originale della classificazione di Hynek.

## CE3: Incontro ravvicinato del III tipo
Una osservazione di esseri animati in associazione con un avvistamento di UFO
Hynek scelse deliberatamente il termine vago di "esseri animati" ("animate beings") per descrivere entità associate con gli UFO senza fare alcuna presunzione infondata riguardo all'origine o alla natura delle entità. Hynek non guardava a queste entità necessariamente come "extraterrestri" o "alieni". Inoltre Hynek espresse in seguito sconforto per questi resoconti, ma sentiva un obbligo scientifico di includerli, in fin dei conti perché essi rappresentavano una ridotta minoranza dei presunti incontri con gli UFO.

### Sottotipi di Bloecher
Il ricercatore ufologico Ted Bloecher ha proposto sette sottotipi per gli incontri ravvicinati del terzo tipo nella scala di Hynek:
A: Un'entità viene osservata unicamente all'interno dell'UFO
B: Un'entità viene osservata all'interno e all'esterno dell'UFO
C: Un'entità viene osservata nei pressi dell'UFO, senza che entri o esca
D: Un'entità viene osservata. Non viene visto alcun UFO dall'osservatore, ma contemporaneamente è stata riferita un'attività di UFO nell'area
E: Un'entità viene osservata. Non viene visto alcun UFO dall'osservatore e non viene riferita un'attività di UFO nell'area nello stesso tempo
F: Non viene osservata alcuna entità o UFO, ma il soggetto sperimenta qualche tipo di "comunicazione intelligente"
G: Rapimento (lo stesso che nell'incontro ravvicinato del quarto tipo).
I sottotipi D, E, ed F possono essere non correlati con il fenomeno UFO.

## CE4: Incontro ravvicinato del IV tipo
Un essere umano viene rapito da un UFO o dai suoi occupanti.
Questo tipo non è compreso nella scala originale degli incontri ravvicinati di Hynek. L'ufologo Jacques Fabrice Vallée, che lavorò a lungo con Hynek, obiettò che una più precisa definizione degli Incontri ravvicinati del Quarto Tipo dovrebbe essere postulata come "un incontro nel corso del quale i testimoni provino una sensazione di alterazione del loro senso della realtà", così da includere nella categoria anche casi scollegati dai cosiddetti "rapimenti alieni" nei quali però eventi di natura assurda, allucinatoria o onirica possano essere associabili a fenomeni UFO.

## CE5: Incontro ravvicinato del V tipo
Incontri bilaterali posti in essere tramite iniziative umane coscienti, volontarie ed attive, o tramite la comunicazione cooperativa con intelligenze extraterrestri.
Il "quinto tipo" non è incluso nell'originale scala degli incontri ravvicinati di Hynek, tuttavia gli ufologi del gruppo CSETI del dott. Steven Greer hanno definito i CE5; si tratta di una teoria simile a quella dei "contattati" degli anni 1950, o del sottotipo F di Bloecher per gli incontri ravvicinati del Terzo tipo.

## CE6: Incontro ravvicinato del VI tipo
Contatti con gli UFO i quali sono causa di effetti fisiologici a lungo termine, quali lesioni gravi, o addirittura di morte.
Tanto Jacques Fabrice Vallée quanto Michael Naisbitt descrivono gli Incontri ravvicinati del 6º Tipo. Questo tipo di incontro ravvicinato non è incluso nell'originale scala di Hynek, e può essere inoltre visto come un'inutile ridondanza, giacché la stessa scala Hynek descrive un Incontro ravvicinato del 2º Tipo come "un incontro UFO che lasci tracce o prove fisiche dirette ed evidenti di qualsiasi tipo."

## CE7: Incontro ravvicinato del VII tipo
Ibridazione umano-aliena.
Il Black Vault Encyclopedia Project ipotizza un 7º Tipo di incontri ravvicinati. Si tratta di un concetto molto simile alle teorie avanzate dai teorici degli "antichi astronauti" quali Erich von Däniken, Zecharia Sitchin e Robert K.Gay. Temple, i quali sostengono che forme di vita extraterrestri abbiano interagito con gli esseri umani, e forse si siano con essi accoppiati, in epoche preistoriche ed antiche.
Il concetto stesso di CE7 è comunque contrastante con le originarie concettualizzazioni di Hynek, il quale, nel descrivere gli Incontri ravvicinati del Terzo Tipo, evitò volontariamente di definire gli occupanti degli UFO come "alieni" o "extraterrestri", sostenendo che non esistano prove sufficienti per determinare se gli esseri associati agli UFO stessi abbiano un'oggettiva consistenza fisica, né tantomeno per confermare le loro origini o le motivazioni delle loro azioni.